# Сува пита
Сува пита је десерт, сличан баклави, карактеристичан за централну Србију. Сува пита се прави од танких кора за питу, које се надевају обилном количином млевених ораха. Пре печења се сече на коцке, а након печења се налива куваним шећерним сирупом, веће густине од оног који се користи за баклаву. Добија се сув колач, доста крт и хрскав (за разлику од влажније балкаве), са доста израженијим, доминантним укусом ораха. Суво грожђе се често додаје у фил. Овај колач може данима да стоји на собној температури. Често је присутан на славској трпези.

## Састојци[2]
500гр. сувих кора (алтернатива су врло танке коре за пите и баклаве)
350гр. млевених ораха
50-100гр. сувог грожђа
350гр. шећера (100гр. за надев и 250гр. за шербет)
150-200мл. уља
2 кесице ванилина, лимун
250мл. воде

## Поступак прављења:
Подмазати уљем плех (25x30цм). Коре се ређају тако да се не гужвају. Ако треба, мало их опкројити на димензију плеха.
Прве две коре само попрскати са по кашиком уља. Од треће коре крећем са посипањем надева. 
Надев је мешавина ораха, сувог грожђа, 50гр. шећера и ванилина.
И даљи поступак ређања је да се свака кора прска уљем, а свака друга посипа са две-три кашике надева.. док се не утроше све коре. Задњу кору премазати уљем.
Наређану питу оштрим ножем исећи на мале коцкице и пећи у загрејаној рерни на 200 степени отприлике сат времена.
Пише ми у свесци: "..пећи док благо не порумени".